# Bressolles (Ain)
Bressolles – miejscowość i gmina we Francji, w regionie Owernia-Rodan-Alpy, w departamencie Ain.
Według danych na styczeń 2012 r. gminę zamieszkiwało 809 osób, a gęstość zaludnienia wynosiła 102 osoby/km².